# 家族善哉
『家族善哉』（かぞくぜんざい）とは、島村洋子原作の長編小説。2006年11月末から2007年1月までTBS系「ドラマ30」枠（毎日放送テレビ（MBSテレビ）製作）でテレビドラマ化された。

## 概要・あらすじ
なにをやってもイマイチな主婦が、一念発起をして自分の子供と同じ高校に通い、人生の再出発を目指す女性の物語。小説現代2002年6月号から2003年1月号に掲載。
テレビドラマは、2006年11月27日から2007年1月26日まで、昼ドラマの帯番組として全40話が放送された。放送時間は午後1時30分～午後2時（JST）（ただし、年末年始は放送休止）ハイビジョン製作・ステレオ放送・字幕放送。

## 登場人物・キャスト
- 石井 咲子（34歳）：竹内都子（ピンクの電話）

16歳で結婚・出産し、30代半ばで高校を受験し、息子達と同じ高校に通う事になった、うだつの上がらない主婦。
- 石井 紘太郎（38歳）嶋大輔

咲子の夫。職業はトラック運転手。元郵便局員。
- 石井 新哉（16歳）：窪田正孝

咲子の長男。高校2年生。
- 石井 美佐緒（17歳）：赤松悠実

咲子の長女。高校3年生。
- 石井 民子：中野良子

紘太郎の母。石井家の姑。
- 橋本 鉄造（67歳）：池乃めだか

咲子の実父。
- 橋本 静代（63歳）：加藤登紀子

咲子の実母。
- 佐伯 芙美子（34歳）：岩崎良美

咲子の親友。
- 佐伯 圭助（40歳）：金山一彦

芙美子の夫。
- 佐伯 ユカ（6歳）:中山心

芙美子と圭助の一人娘。
- 後藤 礼子（34歳）：千堂あきほ

保健室の先生。咲子の元･同級生。
- 山口 幸雄（26歳）：川原田樹

咲子の担任教師。礼子の彼氏。
- 山口 明美：堀越陽子

幸雄の母。果樹園経営。
- 校長先生（59歳）：愛川欽也

咲子の通う学校の校長先生。
- 教頭先生（54歳）:尾崎麿基

咲子の通う学校の教頭先生。

### 多喜井高校の生徒
1年生
- 高千穂 瑛子（15歳）：寺田有希

咲子と仲の良い同級生。新哉の片想いの相手。
- 天童 ルミ子（15歳）:芝原渚

校則重視の超真面目な生徒。
- 宮本 紗弥加（15歳）：古田ひろこ

咲子と一番仲の良い同級生。
2年生
- 深町（16歳）：Takuya

新哉の親友。
- 斎藤（16歳）：矢橋秀浩

新哉の親友。
3年生
- 上沢 貢（17歳）：中村優一（D-BOYS）

美佐緒の同級生で片想いの相手。密かに咲子に恋をしている。
- 神崎 亜美（17歳）：細川友美

美佐緒の親友。
- 小野 エリカ（17歳）：林樹里

美佐緒の親友。

## 出演協力
- NAC
- 劇団東俳

## 主題歌
- Step by Step（東方神起、2007年1月24日）

## スタッフ
- 原作：島村洋子「家族善哉」（講談社文庫）
- 脚本：西井史子
- 音楽：中村竜哉
- 協力：ワイズビジョン、大阪ダンス&アクターズ専門学校、大阪国際滝井高等学校
- 技術協力：東通、サウンドエースプロダクション、アーチェリープロダクション
- 美術協力：毎日舞台、高津商会、京阪商会、新光企画、藤貴園芸、東京衣裳、堺かつら、MORE
- 撮影協力：数研出版株式会社、舞洲スポーツアイランド
- 音楽協力：ミリカ・ミュージック
- 制作：藪内広之（毎日放送）
- プロデューサー：芝野昌之、亀井弘明、中村雅人、藤井裕也
- 演出：藤井裕也、芝野昌之、中村和宏
- 制作協力：MBS企画
- 製作著作：毎日放送テレビ

## 書誌情報
- 講談社文庫 ISBN 978-4062747868